# Juniorvärldsmästerskapet i ishockey 1974
Juniorvärldsmästerskapet i ishockey 1974 var den första upplagan av JVM som arrangerades av IIHF. Turneringen spelades som en inofficiell turnering. Den första officiella turneringen spelas 1977.  Turneringen spelades i Leningrad, Sovjetunionen under perioden 27 december 1973 till 4 januari 1974.
Värdlandet Sovjetunionen vann turneringen efter vinst i fem raka matcher. Kanadas lag utgjordes av spelare från klubblaget Peterborough Petes. Övriga lag representerades av spelare under 20 år och som tagits ut för spel av respektive lands ishockeyförbund.
Turneringen avgjordes genom att alla sex lagen spelade en match mot respektive motståndarlag, totalt fem matcher per lag.

## Resultat
| Datum            | Match                           | Res. | Periodres.    |
| ---------------- | ------------------------------- | ---- | ------------- |
| 27 december 1973 | Tjeckoslovakien - Sverige       | 6-4  | 3-1, 1-2, 2-1 |
| 27 december 1973 | Sovjetunionen - Finland         | 9-2  | 1-1, 3-1, 2-0 |
| 28 december 1973 | Kanada - USA                    | 5-4  | 1-1,1-2,3-1   |
| 28 december 1973 | Sverige-Finland                 | 9-4  | 1-2,6-2,2-0   |
| 29 december 1973 | Sovjetunionen - Tjeckoslovakien | 7-5  | 1-0,6-2,0-3   |
| 30 december 1973 | Sverige - USA                   | 11-1 | 6-0,1-1,4-0   |
| 30 december 1973 | Finland - Kanada                | 4-3  | 2-1,0-2,2-0   |
| 1 januari 1974   | Sverige - Sovjetunionen         | 4-5  | 2-2,2-2,0-1   |
| 1 januari 1974   | Finland - USA                   | 5-1  | 2-0,2-0,1-1   |
| 1 januari 1974   | Kanada - Tjeckoslovakien        | 4-2  | 2-0,1-1,1-1   |
| 3 januari 1974   | Finland - Tjeckoslovakien       | 6-4  | 4-1,1-2,1-1   |
| 3 januari 1974   | Sverige - Kanada                | 4-5  | 2-1,1-1,1-3   |
| 4 januari 1974   | Sovjetunionen - USA             | 9-1  | 3-0,1-1,5-0   |
| 5 januari 1974   | USA - Tjeckoslovakien           | 3-2  | 0-1.2-1,1-0   |
| 5 januari 1974   | Sovjetunionen - Kanada          | 9-0  | 1-0,3-0,5-0   |
| JVM 1974 | JVM 1974        | Matcher | Vunna | Oavgj. | Förl. | Mål   | Poäng |
| -------- | --------------- | ------- | ----- | ------ | ----- | ----- | ----- |
| Guld     | Sovjetunionen   | 5       | 5     | 0      | 0     | 36-12 | 10    |
| Silver   | Finland         | 5       | 3     | 0      | 2     | 21-23 | 6     |
| Brons    | Kanada          | 5       | 3     | 0      | 2     | 17-23 | 6     |
| 4.       | Sverige         | 5       | 2     | 0      | 3     | 32-21 | 4     |
| 5.       | Tjeckoslovakien | 5       | 1     | 0      | 4     | 19-24 | 2     |
| 6.       | USA             | 5       | 1     | 0      | 4     | 10-32 | 2     |

### Skytteliga
| Spelare           | Land          | GP | G | A | Pts |
| ----------------- | ------------- | -- | - | - | --- |
| Boris Aleksandrov | Sovjetunionen | 5  | 8 | 7 | 15  |

### Utnämningar

#### All-star lag
- Målvakt:  Tapio Virhimo
- Backar:  Jim Turkiewicz,  Paul McIntosh
- Forwards: Thomas Gradin,  Roland Eriksson,  Ismo Villa

#### IIHFval av bäste spelare
- Målvakt: Frank Salive
- Back: Viktor Kutjerenko
- Forward:  Mats Ulander